# Carolina Herrera

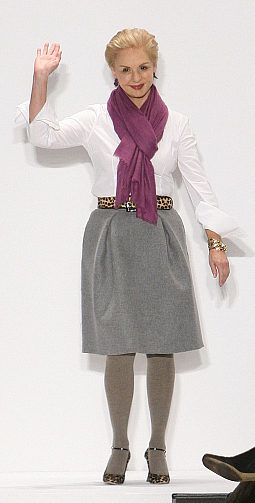
Herrera no desfile de moda em 2008.

María Carolina Josefina Herrera Pacanins, marquesa de Torre Casa, mais conhecida como Carolina Herrera, (Caracas, 8 de janeiro de 1939) é uma estilista venezuelana radicada nos Estados Unidos. Baseada em Nova Iorque desde 1981, em toda a década de 1970 e 1980 foi nomeada uma das mulheres mais bem vestidas do mundo. Seu império cresceu rapidamente e de forma constante. Ela passou a vestir Jacqueline Kennedy Onassis nos últimos 12 anos da sua vida, além de Laura Bush, Michelle Obama e Melania Trump.
Herrera é casada com Don Reinaldo Herrera Guevara, marquês de Torre Casa, e editor da revista Vanity Fair, com quem tem duas filhas. Ela era casada anteriormente com Guillermo Behrens Tello, com quem tem duas filhas também. Suas filhas são Carolina Adriana Herrera, Patricia Cristina Herrera, Mercedes Behrens e Ana Luisa Behrens.
Aventurou-se na carreira de perfumes no ano de 1988 com o nome de Carolina Herrera. Os perfumes da marca são comercializados pela companhia espanhola de moda e cosméticos Puig. Em 2008, foi feita uma comemoração para a estilista em São Paulo pelos 20 anos de seu primeiro perfume, Carolina Herrera.

## Prêmios e conquistas
Em 2008, Herrera foi premiado com o Lifetime Achievement Geoffrey Beene Award do Council of Fashion Designers of America,  e "Womenswear Designer do Ano" em 2004. Herrera é um destinatário do Centro Internacional de Prêmio de Nova Iorque de Excelência, bem como Medalha de ouro da Espanha de Mérito em Belas Artes, que foi apresentado a ela em 2002 pelo rei Juan Carlos I.  Ela foi premiada com a Medalha de Ouro do Instituto Espanhol Rainha Sofia em 1997.
Ela recebeu o Fashion Group International Superstar Award, o Style Awards Designer of the Year em 2012 e o título "Mercedes-Benz Presents" por sua coleção de 2011. Ela foi capa da Vogue sete vezes.
Desde 2004, ela é membro do conselho de diretores da designer de joias Mimi So, e desde 1999 é membro do conselho do CFDA.
Em 2005, ela recebeu o Golden Plate Award da American Academy of Achievement durante o International Achievement Summit na cidade de Nova Iorque.
Em 2014, ela ganhou o Prêmio Couture Council de 2014 para Arte da Moda.

## Galeria

CH Designs
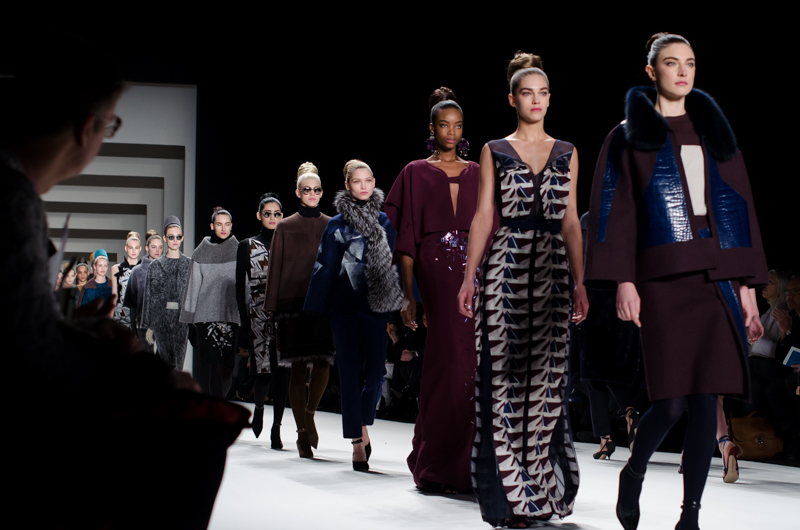
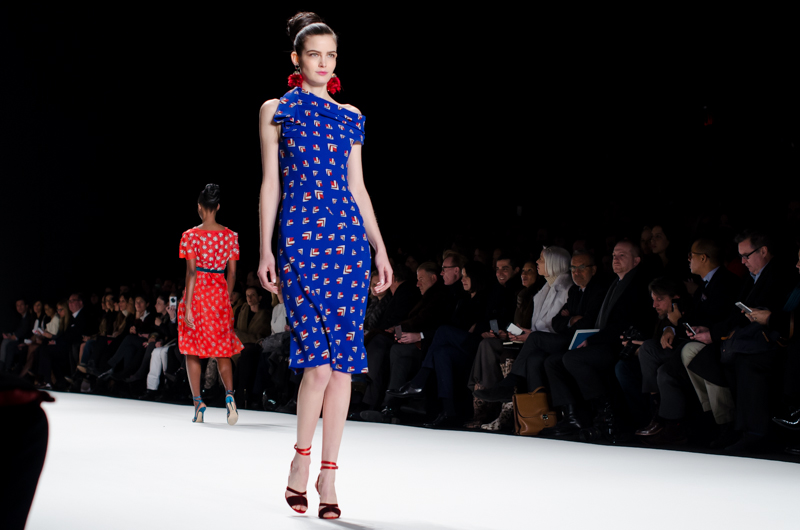
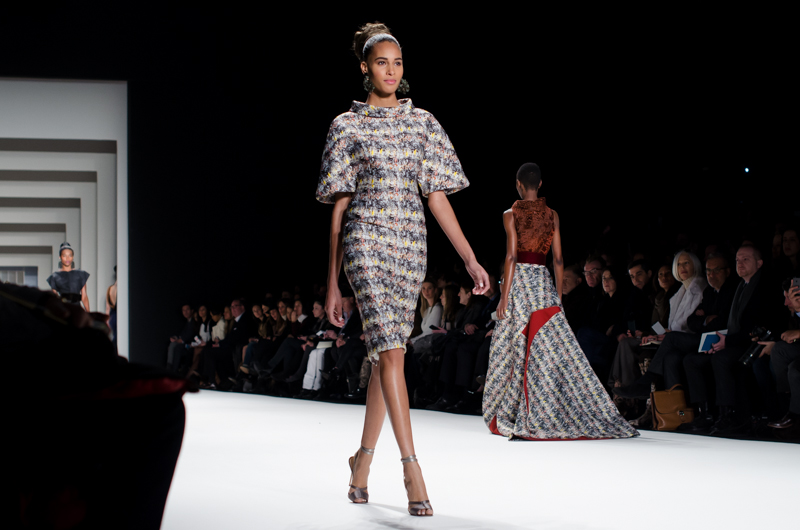
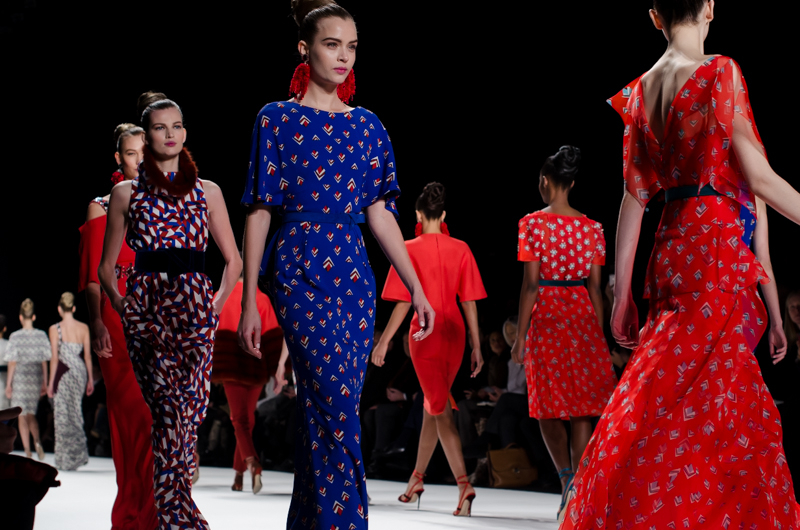
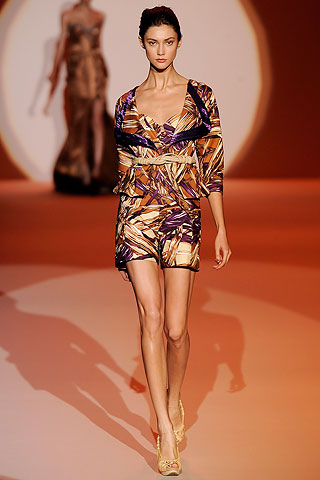
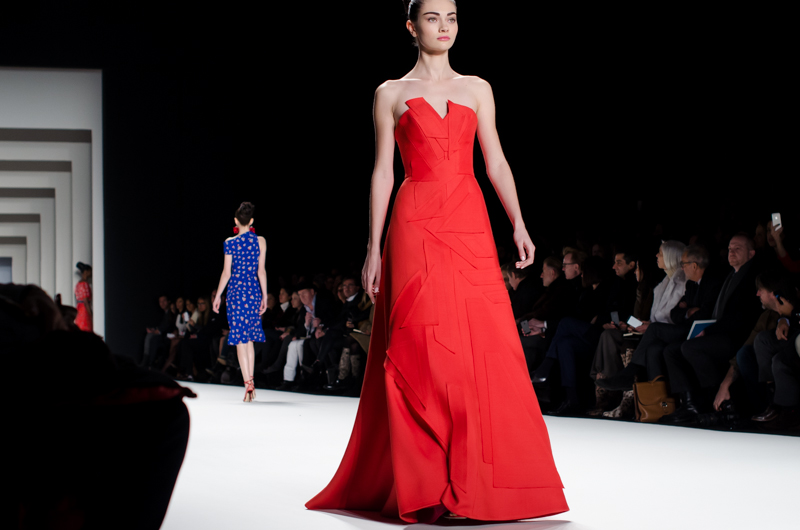
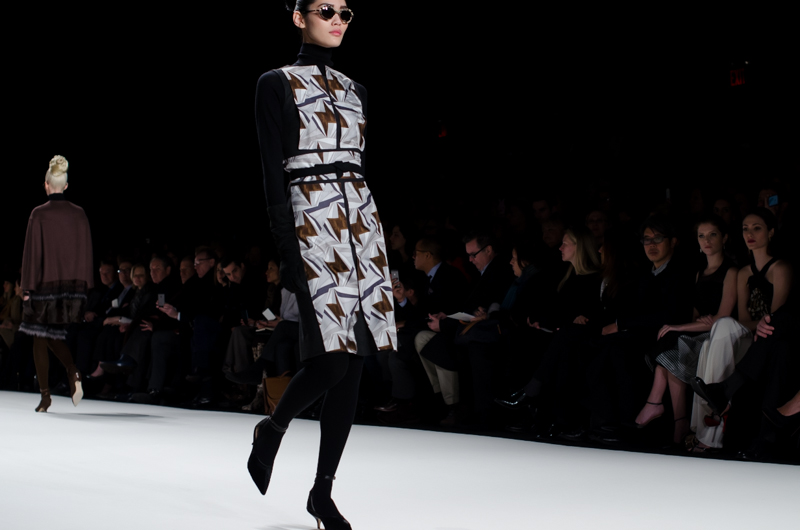
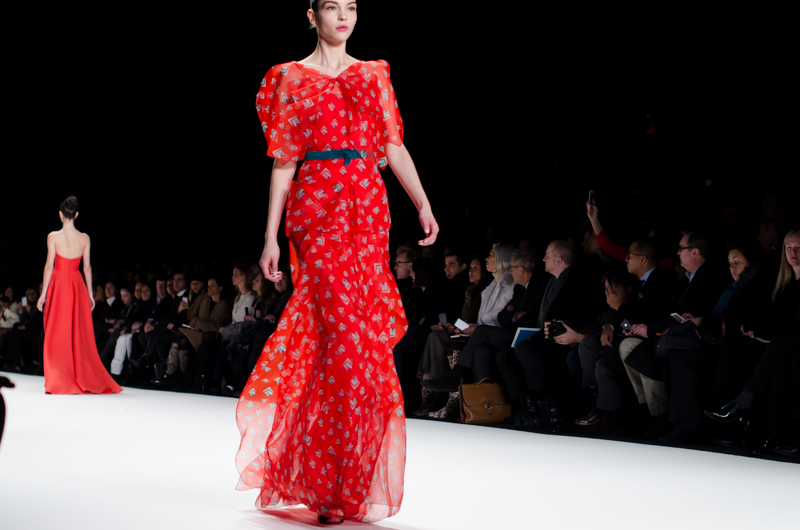